# Sarandí del Yí
Sarandí del Yí ist eine Stadt in Uruguay.

## Geographie
Sie befindet sich im südöstlichen Teil des Departamento Durazno in dessen Sektor 9. Sie liegt dabei am Río Yí, der hier die Grenze zum Nachbardepartamento Florida bildet. Einige Kilometer nördlich ist die Ortschaft Rossell y Rius gelegen. Das Gebiet südlich bis südwestlich der Stadt wird als Cuchilla Illescas, dasjenige östlich als Cuchilla de los Molles und jenes im Nordosten als Cuchilla Malbajar bezeichnet.

## Geschichte
Am 23. August 1956 wurde Sarandí del Yí durch das Gesetz Nr.12.308 in die Kategorie „Ciudad“ eingestuft.

## Infrastruktur
Durch den Ort führt die Ruta 14.

## Einwohner
Der Ort hatte bei der Volkszählung im Jahr 2011 7.176 Einwohner, davon 3.486 männliche und 3.690 weibliche.
| Jahr | Einwohner |
| ---- | --------- |
| 1963 | 5.614     |
| 1975 | 6.355     |
| 1985 | 5.910     |
| 1996 | 6.662     |
| 2004 | 7.289     |
| 2011 | 7.176     |

Quelle: Instituto Nacional de Estadística de Uruguay

## Municipio
Die Municipio Sarandí del Yí wurde 2010 gegründet. Der einzige Ort dieser 656 km² großen Gemeinde ist die Stadt Sarandí del Yí. Bürgermeister (Alcalde) der Municipio ist Carlos Luberriaga.

## Söhne und Töchter der Stadt
- Adrián Argachá (* 1986), Fußballspieler
- Juan Ramón Carrasco (* 1956), Fußballspieler und -trainer
- Gerardo Gasañol (* 1986), Fußballspieler
- Wilson Elso Goñi (1938–2009), Politiker (Verkehrsminister 1990–1993)
- Nicolás Marichal (* 2001), Fußballspieler